# Ait Abbas
Ait Abbas (en àrab آيت عباس, Āyt ʿAbbās; en amazic ⴰⵢⵜ ⵄⴱⴱⴰⵙ) és una comuna rural de la província d'Azilal, a la regió de Béni Mellal-Khénifra, al Marroc. Segons el cens de 2014 tenia una població total de 12.633 persones.